# The Fontane Sisters

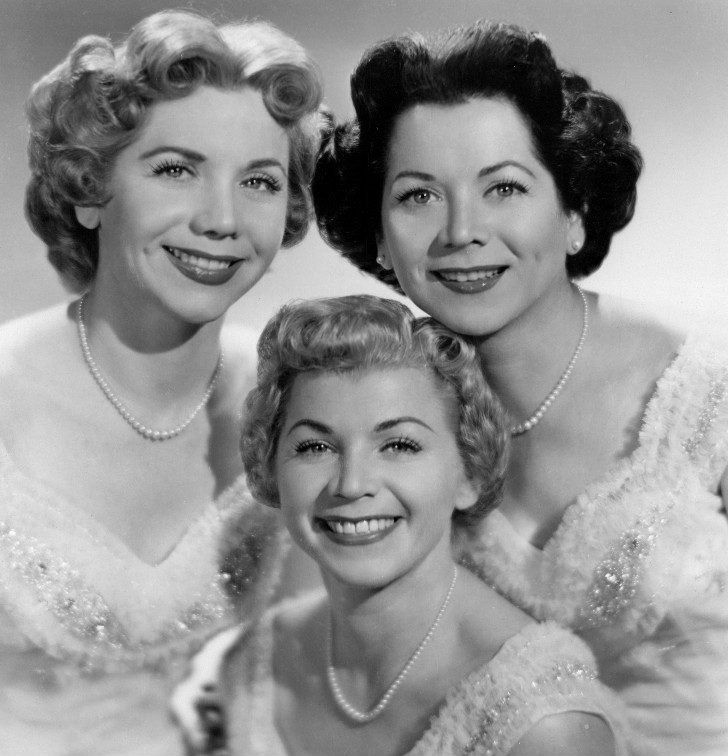
The Fontane Sisters
Geri, Marge, Bea (v. l. n. r.)

The Fontane Sisters (deutsch „Die Fontane-Schwestern“) waren ein Gesangs-Trio aus New Milford, New Jersey, das von der Mitte der 1940er- bis zum Anfang der 1960er-Jahre wirkte. Es bestand aus den Schwestern Bea, Geri und Marge Rosse.

## Die frühen Jahre
Die aus einer italienischen Familie stammende Mutter, Louise Rosse, war sowohl Solistin als auch Leiterin des Chores der St. Joseph’s Church in New Milford.
Bea und Marge begannen, für lokale Veranstaltungen zu singen, und das so gut, dass man sie zu einem Vorsingen in New York City drängte. Ursprünglich traten sie als Trio mit ihrem Bruder Frank unter dem Namen Ross Trio (unter Weglassung des „e“ von Rosse) auf. Die Gruppe sprach bei NBC vor und wurde bald darauf nach Cleveland geschickt.
Als sie 1944 nach New York zurückkehrten, wurde Frank zur Armee eingezogen; er wurde 1945 im Zweiten Weltkrieg getötet. Geri, die gerade die Schule beendet hatte, nahm den Platz ihres Bruders ein und machte daraus ein reines Mädchentrio.
Die Schwestern nahmen zunächst gemeinsam als The Three Sisters auf. In den späten 1940er/Anfang der 1950er-Jahre wurden Noten mit mindestens zwei ihrer Lieder mit einem vollständigen Foto der drei Schwestern veröffentlicht: I’m Gonna See My Baby und Pretty Kitty Blue Eyes.

## Erfolge
Die nun rein weibliche Gruppe wählte den Namen Fontaine von einer Urgroßmutter; sie beschlossen, das „i“ wegzulassen und sich selbst zu den Fontane-Schwestern zu machen.
Die Schwestern arbeiteten an der Aufrechterhaltung (nicht gesponserter) Programme für NBC und arbeiteten mit Perry Como zusammen, kurz nachdem er zum NBC Netzwerk kam. Die Schwestern erfuhren damals in Chicago, dass der „Supper Club“ Besetzungsänderungen vornehmen würde; sie waren begierig auf eine Chance, an seiner Show teilzunehmen, was auch bedeutete, näher an ihrem Zuhause zu sein. Ab Sommer 1948 wurden sie in seiner Radio- und Fernsehshow The „Chesterfield Supper Club“ und später (1950–1954) in der „The Perry Como Show“ vorgestellt. Das Trio trat auch in „Chesterfield Sound Off Time“ auf, die Fernsehshow dauerte jedoch nur eine Saison.
Im Jahr 1949 wurden sie von RCA Victor engagiert und erschienen auf mehreren Aufnahmen als Back-up für Perry Como. 1951 hatten sie einen kleinen Hit mit The Tennessee Waltz.
1954 wechselten sie zu Randy Woods Dot Records, wo sie mit 18 Songs die Billboard-Pop-Charts erreichten, darunter zehn in den Top 40. Ihre Aufnahme von Ende 1954, Hearts of Stone, verkaufte sich über eine Million Mal und wurde mit einer goldenen Schallplatte ausgezeichnet.

## Abschied
Die Fontane-Schwestern zogen sich 1961, als die jüngste Schwester Geri ihre Tochter erwartete, aus dem Showgeschäft zurück.
Die Tochter wurde nach Geri benannt, und als Erwachsene trug sie den Namen „Geri Fontane Latchford“ – „Latchford“ in Anlehnung an den Namen ihres Vaters, Al(bert) Latchford. Weder Bea noch Marge hatten Kinder, und die jüngere Geri war das einzige Kind ihrer Eltern.
Marge Fontane hatte das Gefühl, dass das Trio nicht weiter auf Tournee gehen und sich nicht mit neueren Mitgliedern der Musikszene verbinden wollte. Die Schwestern waren sich letzten Endes einig, nicht Teil einer sich entwickelnden Rock-’n’-Roll-Szene sein zu wollen.
Geri heiratete Al Latchford, einen Geschichtsprofessor. Marge war mit Franklin Hobbs verheiratet, einem bekannten Hörfunkmoderator bei WCCO in Minneapolis. Sie lernten sich kennen, als die Schwestern noch in Chicago für die NBC arbeiteten. Sie heiratete wieder und wurde Marge Smith, die Frau eines Werbeleiters. Marge zog mit ihrem zweiten Ehemann nach Florida um, Bea wurde 1964 zu Mrs. E. Holmes Douglass.
1963 veröffentlichte Dot Records ein letztes Album, Tips of my Fingers, und eine Single („Tips of my Fingers“/„Summertime Love“) von den Fontane Sisters. Diese Aufnahmen bedeuteten jedoch keine Rückkehr zu etwaigen Live-Auftritten des Trios.
In den folgenden 40 Jahren blieben die Fontane-Schwestern weitgehend aus dem Blickfeld der Öffentlichkeit. 2001 veröffentlichte RCA Victor eine Zusammenstellung von Aufnahmen der Fontane Sisters und von Perry Como, Perry Como With The Fontane Sisters, die viele der Lieder enthält, die in den Radio- und Fernsehsendungen von Perry Como gespielt wurden.

## Tod
Im Jahr 2004 berichtete ein Artikel in der New York Daily News, dass Geri Fontane Latchford Tantiemen aufgrund der Tätigkeit ihrer Mutter und ihrer beiden Tanten erhalten hatte. Aus demselben Artikel ging hervor, dass alle drei Fontane-Schwestern gestorben waren: Geri am 13. September 1993, Bea am 25. März 2002 und Marge am 3. Dezember 2003.

## Aufnahmen
- It’s Beginning to Look Like Christmas (mit Perry Como, 1951, RCA Victor)
- Tennessee Waltz (1951, RCA Victor)
- Kissing Bridge (1953, RCA Victor)
- Happy Days and Lonely Nights (1954)
- Willow Weep For Me (1954)
- Hearts Of Stone (1954) (ihr größter Hit, ursprünglich aufgenommen von Johnny Torrence und The Jewels; auch von The Charms gecovert)
- Rock Love (1955) (ursprünglich aufgenommen von Lula Reed; auch gespielt von Eddie Fontaine)
- Most of All (1955) (ursprünglich aufgenommen von The Moonglows)
- Rollin’ Stone (1955) (ursprünglich aufgenommen von The Marigolds)
- Playmates (1955) (ursprünglich aufgenommen von Kay Kyser in 1940)
- Seventeen (1955) (ursprünglich aufgenommen von Boyd Bennett)
- Daddy-O (1955) (ursprünglich aufgenommen von „Mary Kath“, bekannt als Bonnie Lou)
- Adorable (1955) (ursprünglich aufgenommen von The Colts)
- Nuttin’ For Christmas (1955)
- Eddie My Love (1956) (ursprünglich aufgenommen von The Teen Queens)
- I’m In Love Again (1956) (ursprünglich aufgenommen von Fats Domino)
- Lonesome Lover Blues (1956) (ursprünglich aufgenommen von Billy Eckstine 1946)
- Doin’ The Rock and Rolla (1956)
- (Remember Me) I’m the One Who Loves You (1956)
- Please Don’t Leave Me (1956) (ursprünglich aufgenommen von Fats Domino)
- Still (1956) (ursprünglich aufgenommen von Lavern Baker)
- Voices (1956)
- With a Little Bit of Luck (1957) (auch aufgeführt von Harry Belafonte und The Tarriers)
- The Banana Boat Song (1957) (ursprünglich aufgenommen von The Tarriers)
- I’m Stickin’ with You (1957) (ursprünglich aufgenommen von Jimmy Bowen 1957)
- Jealous Heart (1958) (ursprünglich aufgenommen von Tex Ritter 1945)
- Chanson D’Amour (1958)